# 四清運動
四清運動（しせいうんどう）または社会主義教育運動（しゃかいしゅぎきょういくうんどう）とは、1963年に毛沢東が中華人民共和国で開始した運動である。毛沢東は「統治は社会主義教育の過程でもある」と述べ、中国共産党の官僚機構の中から反動的な要素の排除を企図した。
中国の研究者は、この運動により少なくとも77,560人が死亡し、5,327,350人が迫害されたと指摘している。この運動で、中国第2代国家主席であり、毛沢東の後継者候補であった劉少奇と毛沢東との関係が悪化した。四清運動は文化大革命の前兆と見なされており、劉は毛沢東の追い落としにより「裏切り者」「走資派」とされて、迫害の中で非業の死を遂げることとなる。

## 目標
当初この運動の目標は人民公社の帳簿・倉庫・財産・労働点数の4点を清浄化することとされ、汚職や官僚主義を追放する運動であった。国家主席であった劉少奇はこれを単なる幹部の不正摘発運動と位置づけ生産の組織化を目指したが、毛沢東は強引に党内の走資派を攻撃する階級闘争の大衆運動にエスカレートさせ、政治・経済・組織・イデオロギーの「浄化」が目標に据えられた。
この運動は1966年まで続き、知識人が農民による再教育を受けさせるために田舎へ送り込まれた。彼らはまだ学校に通っていたが、工場や農民と一緒に働くこともあった。

## 余波
ドナルド・クラインは、アメリカ大百科事典 2007（Grolier Online）でこの運動は「ほぼ完全な失敗」であったと解説している。この計画の無力さに不満を持った毛沢東は、文化大革命（1966-1976）に舞台を移した。赤い八月の間に、「四旧」(旧思想・旧文化・旧風俗・旧習慣)を破壊する運動が、1966年8月19日に北京で始まった。